# Puchar Ligi Francuskiej w piłce nożnej (2016/2017)
Puchar Ligi Francuskiej w piłce nożnej sezonu 2016/2017 – 23. edycja rozgrywek pucharowych organizowanych przez LFP. W rozgrywkach brały udział 44 profesjonalne kluby sportowe francuskiej federacji. Mecz finałowy odbył 1 kwietnia 2017 roku się na stadionie Parc OL w Décines-Charpieu.
Puchar obroniła drużyna Paris Saint-Germain.

## Uczestnicy
W rozgrywkach brały udział 4 kluby grające w Championnat National (trzecia klasa rozgrywkowa we Francji), 20 klubów grających w Ligue 2, oraz 20 klubów grających w najwyższej klasie rozgrywkowej Ligue 1. Od pierwszej rundy grają kluby z trzeciej oraz drugiej ligi, a od 1/32 finału część zespołów pierwszoligowych. Sześć drużyn, które biorą udział w rozgrywkach europejskich, biorą udział dopiero od 1/16 finału turnieju.
| Grający od 1/16 finału                                                                               | Grający od 1/32 finału | Grający od pierwszej rundy | Grający od pierwszej rundy                                                     |
| Ligue 1 6 drużyn                                                                                     | Ligue 1 14 drużyn | Ligue 2 20 drużyn | Championnat National 4 drużyny                                                 |
| - AS Monaco FC - Olympique Lyon - Paris Saint-Germain F.C. - AS Saint-Étienne - Lille OSC - OGC Nice | - Montpellier HSC - FC Nantes - Angers SCO - Girondins Bordeaux - Stade Rennais - FC Lorient - SC Bastia - En Avant Guingamp - AS Nancy - SM Caen - Olympique Marsylia - Dijon FCO - Toulouse FC - FC Metz | - Stade de Reims - Le Havre AC - RC Strasbourg - Chamois Niortais FC - Stade Brestois 29 - Valenciennes FC - RC Lens - AC Ajaccio - Red Star FC - US Orléans - Tours FC - Stade Lavallois - Troyes AC - Nîmes Olympique - Sochaux-Montbéliard - Gazélec Ajaccio - Clermont Foot - Amiens SC - AJ Auxerre - FC Bourg-Péronnas | - Paris FC - LB Châteauroux - US Créteil-Lusitanos - Evian Thonon Gaillard FC1 |

Objaśnienia:
1. Evian Thonon Gaillard FC nie otrzymał licencji na grę w 3. lidze, więc klub został wykreślony z rozgrywek pucharu.

## Pierwsza runda
Pierwsza runda rozegrana została 9 sierpnia 2016. Zwycięskie drużyny zakwalifikowały się do drugiej rundy rozgrywek. Drużyna Evian Thonon Gaillard FC wycofała się z rozgrywek, dlatego ich przeciwnicy – US Créteil-Lusitanos automatycznie zostali uznani za zwycięzców.
| 9 sierpnia 2016 | Stade de Reims            | 2:5   | Le Havre AC                                                                  |                                                                             |
| 18:30           | Kyei 11' · Siebatcheu 64' | (1:0) | 48' (sam.) Conte · 51' (k), 54' Dembélé · 61' (sam.) Jeanvier · 66' Fontaine | Stade Auguste Delaune, Reims Widzów: 6133 Sędzia: Olivier Thual (Akwitania) |

| 9 sierpnia 2016 | RC Strasbourg | 1:0   | Chamois Niortais |                                                                                    |
| 18:30           | Sacko 32'     | (1:0) |                  | Stade de la Meinau, Strasburg Widzów: 10 427 Sędzia: Alexandre Castro (Rodan-Alpy) |

| 9 sierpnia 2016 | Brest                                           | 0:0 k. 5:3  | Valenciennes                             |                                                                                      |
| 18:30           |                                                 |             |                                          | Stade Francis-Le Blé, Brest Widzów: 3427 Sędzia: Yohann Rouinsard (Loara Atlantycka) |
| 18:30           | · Battocchio · Maupay · Castán · Coeff · Grougi | Rzuty karne | · Fulgini · Roudet · Enza Yamissi · Néry | Stade Francis-Le Blé, Brest Widzów: 3427 Sędzia: Yohann Rouinsard (Loara Atlantycka) |

| 9 sierpnia 2016 | RC Lens                        | 3:0   | Ajaccio |                                                                                 |
| 18:30           | Bostock 27' · Fortuné 49', 77' | (1:0) |         | Stade Bollaert-Delelis, Lens Widzów: 15 568 Sędzia: Aurélien Petit (Rodan-Alpy) |

| 9 sierpnia 2016 | Paris FC                                         | 1:1 k. 5:3    | Red Star                                    |                                                                                 |
| 18:30           | Robail 15'                                       | (1:0, k. 5:3) | 83' (sam.) Missi Mezu                       | Stade Sébastien Charléty, Paryż Widzów: 2006 Sędzia: Wilfried Bien (Rodan-Alpy) |
| 18:30           | · Gbessi · Marie · Pierazzi · Massouema · Camara | Rzuty karne   | · Chavalerin · Makhedjouf · Bouazza · Keita | Stade Sébastien Charléty, Paryż Widzów: 2006 Sędzia: Wilfried Bien (Rodan-Alpy) |

| 9 sierpnia 2016 | Orléans        | 1:0   | Tours |                                                                         |
| 20:00           | Beziouen 45+1' | (1:0) |       | Stade de la Source, Orlean Widzów: 3360 Sędzia: Stéphane Jochem (Paryż) |

| 9 sierpnia 2016 | Lavallois | 1:0   | Troyes |                                                                                  |
| 20:00           | Koné 68'  | (0:0) |        | Stade Francis Le Basser, Laval Widzów: 3251 Sędzia: William Lavis (Méditérranée) |

| 9 sierpnia 2016 | Nîmes Olympique                       | 1:1 k. 1:3    | Châteauroux                               |                                                                             |
| 20:00           | Ripart 21'                            | (1:0, k. 1:3) | 79' das Neves                             | Stade des Costières, Nîmes Widzów: 3535 Sędzia: Floris Aubin (Méditérranée) |
| 20:00           | · Savanier · Chamed · Ripart · Alioui | Rzuty karne   | · Altama · Chergui · Sangante · das Neves | Stade des Costières, Nîmes Widzów: 3535 Sędzia: Floris Aubin (Méditérranée) |

| 9 sierpnia 2016 | Sochaux                          | 0:0 k. 4:2  | Gazélec Ajaccio                            |                                                                                                |
| 20:00           |                                  |             |                                            | Stade Auguste Bonal, Montbéliard Widzów: 8012 Sędzia: Sylvain Palhies (Langwedocja-Roussillon) |
| 20:00           | · Robinet · Fuchs · Martin · Sao | Rzuty karne | · Ducourtioux · M’Changama · Poggi · Cissé | Stade Auguste Bonal, Montbéliard Widzów: 8012 Sędzia: Sylvain Palhies (Langwedocja-Roussillon) |

| 9 sierpnia 2016 | Clermont Foot                 | 2:1   | Amiens SC  |                                                                                     |
| 20:00           | Ajorque 8' (k.) · Salze 90+3' | (1:0) | 90' Adenon | Stade Gabriel-Montpied, Clermont-Ferrand Widzów: 1508 Sędzia: Jérémy Stinat (Maine) |

| 9 sierpnia 2016 | Auxerre                                                | 2:2 k. 5:4    | Bourg-Péronnas                                                   |                                                                                  |
| 20:00           | Vincent 11' · Courtet 35'                              | (2:0, k. 5:4) | 72' Heinry · 80' Berthomier                                      | Stade l’Abbé-Deschamps, Auxerre Widzów: 4284 Sędzia: Thomas Léonard (Lotaryngia) |
| 20:00           | · Courtet · Vincent · Fournier · Mathis · Boucher · Ba | Rzuty karne   | · Del Castillo · Berthomier · Bègue · Damour · Heinry · Boussaha | Stade l’Abbé-Deschamps, Auxerre Widzów: 4284 Sędzia: Thomas Léonard (Lotaryngia) |

## Druga runda
Do drugiej rundy zakwalifikowało się 12 zwycięzców rundy poprzedniej (włączając klub US Créteil-Lusitanos, który w pierwszej rundzie wygrał walkowerem). Wszystkie mecze zostały rozegrane 23 sierpnia 2016 roku. Zwycięstwo w tej fazie uprawniało do gry w trzeciej rundzie rozgrywek.
| 23 sierpnia 2016 | Orléans                    | 0:0 k. 1:4  | Lavallois                            |                                                                           |
| 18:30            |                            |             |                                      | Stade de la Source, Orlean Widzów: 3094 Sędzia: Romain Delpech (Pikardia) |
| 18:30            | · Gomis · Beziouen · Bouby | Rzuty karne | · Alla · Monfray · Afougou · N’Diaye | Stade de la Source, Orlean Widzów: 3094 Sędzia: Romain Delpech (Pikardia) |

| 23 sierpnia 2016 | Auxerre                               | 2:0   | RC Strasbourg |                                                                                 |
| 18:30            | Courtet 24' · Dos Santos 90+1' (sam.) | (1:0) |               | Stade l’Abbé-Deschamps, Auxerre Widzów: 3830 Sędzia: Amaury Delerue (Akwitania) |

| 23 sierpnia 2016 | Clermont Foot           | 2:1   | Créteil       |                                                                                            |
| 18:30            | Thiam 44' · Jobello 66' | (1:0) | 90+1' Niakaté | Stade Gabriel-Montpied, Clermont-Ferrand Widzów: 1529 Sędzia: Florent Batta (Méditerranée) |

| 23 sierpnia 2016 | Sochaux                        | 2:0   | Brest |                                                                                  |
| 18:30            | Honorat 40' · Robinet 77' (k.) | (1:0) |       | Stade Auguste Bonal, Montbéliard Widzów: 7519 Sędzia: Wilfried Bien (Rodan-Alpy) |

| 23 sierpnia 2016 | RC Lens                                                                      | 0:0 k. 6:7  | Paris FC                                                                          |                                                                            |
| 18:30            |                                                                              |             |                                                                                   | Stade Bollaert-Delelis, Lens Widzów: 15 182 Sędzia: Jérôme Brisard (Maine) |
| 18:30            | · Autret · Sylla · Robert · Chouiar · Beghin · Milville · Ebosse · Chevalier | Rzuty karne | · Marie · Martin · Pierre · Massouema · Camara · Missi Mezu · Bakayoko · Pierazzi | Stade Bollaert-Delelis, Lens Widzów: 15 182 Sędzia: Jérôme Brisard (Maine) |

| 23 sierpnia 2016 | Le Havre AC               | 2:5   | Châteauroux                                     |                                                                          |
| 18:30            | Gimbert 34' · Duhamel 82' | (1:3) | 15', 33', 51' Mateta · 37' M’Boné · 81' Boukari | Stade Océane, Hawr Widzów: 4970 Sędzia: Romain Lissorgue (Île-de-France) |

## Trzecia runda
Do trzeciej rundy (znanej też jako 1/32 finału), zakwalifikowało się 6 zwycięzców rundy poprzedniej, a także 14 zespołów z Ligue 1, które nie brały udziału w rozgrywkach europejskich (tj. w Lidze Europy lub Lidze Mistrzów). Wszystkie mecze zostały rozegrane 25 i 26 października 2016 roku.
| 25 października 2016 | Lavallois | 0:2   | Montpellier HSC          |                                                                                    |
| 18:45                |           | (0:1) | 6' Mounié · 48' Bérigaud | Stade Francis Le Basser, Laval Widzów: 6330 Sędzia: Hakim Ben El Hadj (Rodan-Alpy) |

| 25 października 2016 | FC Nantes                | 2:1   | Angers SCO       |                                                                                |
| 21:00                | Sala 28' · Thomasson 47' | (1:0) | 51' (k.) Capelle | Stade de la Beaujoire, Nantes Widzów: 32 003 Sędzia: Tony Chapron (Rodan-Alpy) |

| 26 października 2016 | Châteauroux | 0:2   | Girondins Bordeaux     |                                                                              |
| 18:45                |             | (0:1) | 40' Kamano · 84' Ounas | Stade Gaston-Petit, Châteauroux Widzów: 9787 Sędzia: Stéphane Jochem (Paryż) |

| 26 października 2016 | Nancy                                       | 4:2 | SM Caen          |                                                          |
| 21:05                | Puyo 8', 61' · Saïd 59' · Mandanne 15', 37' |     | Makengo 14', 50' | Stade Marcel Picot Widzów: 14015 Sędzia: Frank Schneider |

| 26 października 2016 | Dijon FCO      | 1:1 k. 4:5 | Sochaux       |                                                         |
| 21:05                | Bahamboula 12' |            | Karanović 15' | Stade Gaston Gérard Widzów: 7453 Sędzia: Amaury Delerue |

| 26 października 2016 | Bastia        | 1:1 k. 3:4 | EA Guingamp |                                                        |
| 21:05                | Marange 45+2' |            | Privat 28'  | Stade Armand Cesari Widzów: 6029 Sędzia: Mikael Lesage |

| 26 października 2016 | Paris FC       | 1:1 k. 6:7 | FC Metz     |                                                          |
| 21:05                | Missi Mezu 27' |            | Nguette 65' | Stade Sébastien Charléty Widzów: 3321 Sędzia: Karim Abed |

| 26 października 2016 | Stade Rennes                 | 3:2 | Lorient                       |                                                   |
| 21:05                | Konzen 16', 90+5' · Saïd 59' |     | Waris 87' (k.) · Lautoa 90+3' | Roazhon Park Widzów: 26954 Sędzia: Clément Turpin |

| 26 października 2016 | Toulouse FC | 1:0 | Auxerre |                                                          |
| 21:05                | Jullien 53' |     |         | Stadium Municipal Widzów: 8300 Sędzia: Sébastien Moreira |

| 26 października 2016 | Clermont Foot | 1:2 | Olympique Marsylia      |                                                                |
| 21:05                | Centonze 52'  |     | Machach 45' · Gomis 69' | Stade Gabriel-Montpied Widzów: 10480 Sędzia: François Letexier |

## Czwarta runda
Do czwartej rundy (znanej też jako 1/16 finału), zakwalifikowało się 10 zwycięzców rundy poprzedniej, a także 6 zespołów z Ligue 1, które brały udział w rozgrywkach europejskich (tj. w Lidze Europy lub Lidze Mistrzów). Wszystkie mecze zostały rozegrane 13 i 14 grudnia 2016 roku.
| 13 grudnia 2016 | FC Nantes                     | 3:1 | Montpellier HSC |                                                          |
| 18:45           | Sala 18', 43' · Stępiński 62' |     | Bérigaud 36'    | Stade de la Beaujoire Widzów: 16249 Sędzia: Ruddy Buquet |

| 13 grudnia 2016 | Sochaux | 1:1 k. 4:3 | Olympique Marsylia |                                                        |
| 21:00           | Sao 36' |            | Sarr 2'            | Stade Auguste Bonal Widzów: 18248 Sędzia: Tony Chapron |

| 14 grudnia 2016 | Girondins Bordeaux            | 3:2 | OGC Nice                     |                                                                 |
| 18:45           | Plašil 14' · Laborde 22', 55' |     | Pléa 42' · Balotelli 83' (k) | Stade Matmut-Atlantique Widzów: 15049 Sędzia: François Letexier |

| 14 grudnia 2016 | AS Monaco                                                                | 7:0 | Stade Rennes |                                                         |
| 21:05           | Mbappé 11', 21', 62' · Boschilia 35', 79' · Jean 83' · Cavare 84' (sam.) |     |              | Stadion Ludwika II Widzów: 5539 Sędzia: Frank Schneider |

| 14 grudnia 2016 | FC Metz    | 1:1 k. 11:10 | Toulouse FC         |                                                           |
| 21:05           | Mollet 11' |              | Braithwaite 22' (k) | Stade Saint-Symphorien Widzów: 5876 Sędzia: Benoît Millot |

| 14 grudnia 2016 | Olympique Lyon               | 2:2 k. 3:4 | EA Guingamp            |                                              |
| 21:05           | Valbuena 43' · Lacazette 75' |            | Blas 20' · De Pauw 70' | Parc OL Widzów: 17002 Sędzia: Benoît Bastien |

| 14 grudnia 2016 | AS Saint-Étienne | 0:1 | Nancy    |                                                             |
| 21:05           |                  |     | Dalé 18' | Stade Geoffroy-Guichard Widzów: 13372 Sędzia: Fredy Fautrel |

| 14 grudnia 2016 | Paris Saint-Germain            | 3:1 | Lille OSC |                                                      |
| 21:05           | Moura 43' (k.), 57' · Jesé 69' |     | Baša 89'  | Parc des Princes Widzów: 45183 Sędzia: Mikael Lesage |

## Ćwierćfinał
Do ćwierćfinału turnieju zakwalifikowało się 8 drużyn, które wygrały rywalizację w rundzie poprzedniej. Wszystkie mecze zostały rozegrane 10 i 11 stycznia 2017 roku.
| 10 stycznia 2017 | FC Nantes | 0:2 | Nancy                    |                                                            |
| 18:30            |           |     | Dalé 31' · Cuffaut 45+3' | Stade de la Beaujoire Widzów: 10349 Sędzia: Clément Turpin |

| 10 stycznia 2017 | Sochaux         | 1:1 k. 3:4 | AS Monaco    |                                                         |
| 21:00            | Andriatsima 16' |            | Moutinho 83' | Stade Auguste Bonal Widzów: 15362 Sędzia: Mikael Lesage |

| 11 stycznia 2017 | Girondins Bordeaux            | 3:2 | EA Guingamp              |                                                           |
| 18:45            | Kamano 16' · Laborde 36', 65' |     | Privat 12' · Benezet 88' | Stade Matmut-Atlantique Widzów: 8900 Sędzia: Ruddy Buquet |

| 11 stycznia 2017 | Paris Saint-Germain | 2:0 | FC Metz |                                                       |
| 21:05            | Silva 27', 72'      |     |         | Parc des Princes Widzów: 43857 Sędzia: Amaury Delerue |

## Półfinał
Do półfinału turnieju zakwalifikowały się 4 drużyny, które wygrały rywalizację w rundzie poprzedniej. Wszystkie mecze zostały rozegrane 24 i 25 stycznia 2017 roku.
| 24 stycznia 2017 | Girondins Bordeaux | 1:4 | Paris Saint-Germain                 |                                                              |
| 21:00            | Rolán 32'          |     | Di María 19', 81' · Cavani 60', 74' | Stade Matmut-Atlantique Widzów: 28862 Sędzia: Clément Turpin |

| 25 stycznia 2017 | AS Monaco    | 1:0 | Nancy |                                                      |
| 21:00            | Falcao 45+2' |     |       | Stadion Ludwika II Widzów: 7699 Sędzia: Ruddy Buquet |

## Finał
Finał został rozegrany 1 kwietnia 2017 roku. Po raz pierwszy od 1998 roku mecz finałowy nie został rozegrany na Stade de France.
| 1 kwietnia 2017 | AS Monaco | 1:4 | Paris Saint-Germain                         |                                               |
| 21:00           | Lemar 27' |     | Draxler 4' · Di María 44' · Cavani 54', 90' | Parc OL Widzów: 57841 Sędzia: Frank Schneider |

## Klasyfikacja strzelców
| Miejsce | Zawodnik             | Klub                | Gole |
| ------- | -------------------- | ------------------- | ---- |
| 1       | Edinson Cavani       | Paris Saint-Germain | 4    |
| 1       | Gaëtan Laborde       | Bordeaux            | 4    |
| 3       | Ángel Di María       | Paris Saint-Germain | 3    |
| 3       | Jean-Philippe Mateta | Lyon                | 3    |
| 3       | Kylian Mbappé        | AS Monaco           | 3    |
| 3       | Emiliano Sala        | FC Nantes           | 3    |